# Aulonothroscus teretrius
Aulonothroscus teretrius là một loài bọ cánh cứng trong họ Throscidae. Loài này được Blanchard miêu tả khoa học năm 1917.